# クール・ジャーク
「クール・ジャーク」（Cool Jerk）は、三人組のグループ、ザ・キャピトルズが1966年に発表した楽曲。

## 概要
作詞作曲はグループのメンバーのドナルド・ストーボール。ザ・キャピトルズはボーカルのほか演奏も行うグループであったが、本作品はモータウンのハウスバンド、ザ・ファンク・ブラザーズが演奏を務めた。1966年3月14日、デトロイトのゴールデン・ワールド・スタジオでレコーディングは行われた。3月下旬にシングルとして発表。B面はバーバラ・ルイスの「ハロー・ストレンジャー」。同年6月発売のアルバム『Dance the Cool Jerk』に収録された。
同年7月2日から7月9日にかけて2週連続でビルボード・Hot 100の7位を記録した。またビルボードのHot R&B Singlesチャートで2位を記録。1966年のビルボード年間チャートにおいては36位を記録するなど大ヒットとなった。

## カバー・バージョン
- イアン&ザ・ゾディアックス - 1966年のアルバム『Locomotive』に収録。
- ザ・マインドベンダース - 1967年のアルバム『With Woman in Mind』に収録。
- ザ・クリエイション - 1967年のアルバム『We Are Paintermen』に収録。
- ザ・トレメローズ - 1967年のアルバム『Alan, Dave, Rick and Chip 』に収録[5]。
- ザ・コースターズ - 1972年のシングル。
- トッド・ラングレン - 1973年のアルバム『魔法使いは真実のスター』に収録。
- ゴーゴーズ - 1991年のシングル。